# Isramco
Isramco est une entreprise israélienne du secteur pétrolier, fondée en 1989 et basée à Petah Tikva.